# Lycosa impavida
Lycosa impavida är en spindelart som beskrevs av Charles Athanase Walckenaer 1837. Lycosa impavida ingår i släktet Lycosa och familjen vargspindlar. Inga underarter finns listade i Catalogue of Life.